# José Manuel Vidal Souto
José Manuel Vidal Souto (Orense, 6 de abril de 1948 - Ibidem, 25 de marzo de 2021) fue un pintor autodidacta figurativo español.

## Biografía
Vidal Souto nació en Orense. Artista autodidacta, inició su carrera artística en los años setenta. En 1970 comenzó a pintar y a esculpir utilizando la piedra y la harina de maíz al horno. Tiempo después se trasladó a Madrid, donde compaginó boxeo y pintura.
Realizó frecuentes viajes a Brasil. En Pernambuco se acercó a la pintura testimonial y en el taller de Arte Moderno de Salvador de Bahía experimentó con la xilografía. 
Perteneció al grupo de Os Artistiñas de Ourense. Tiene obra en el Museo de Castrelos, Casa de Galicia de Madrid, Museo Municipal de Ourense. Realizó murales en Manaus (Brasil) y en el Centro Penitenciario Pereiro de Aguiar.